# Tønsberg Grand Prix
Der Tønsberg Grand Prix war ein norwegischer Sportwettbewerb im Straßenradsport.

## Geschichte
Der Tønsberg Grand Prix wurde 1966 begründet und fand mit Unterbrechungen bis 2000 statt. Das Rennen hatte 15 Ausgaben. Es wurde über zwei Etappen mit einer Gesamtwertung gefahren. Dabei wurden ein Straßenrennen über 180 Kilometer und ein Einzelzeitfahren über 10 Kilometer ausgetragen. Die beiden Rennen fanden rund um die Stadt Tønsberg im Süden Norwegens statt.

## Sieger
- 1966  Tore Milsett
- 1967  Leif Espeland
- 1968  Verner Blaudzun
- 1969  Verner Blaudzun
- 1970  Verner Blaudzun
- 1971  Arve Haugen
- 1972  Arve Haugen
- 1973  Knut Knudsen
- 1974  Bjørn Bilstad
- 1975–1976 nicht ausgetragen
- 1977  Stein Bråthen
- 1978 ?
- 1979 ?
- 1980  Terje Gjengaar
- 1981–1991 nicht ausgetragen
- 1992  Dag Erik Pedersen
- 1993–1999 nicht ausgetragen
- 2000  Mads Kaggestad